# Ambrogio Levati
Ambrogio Levati (ur. 14 marca 1894 w Mediolanie, zm. 8 maja 1963 tamże) – włoski gimnastyk, medalista olimpijski.
W 1920 r. reprezentował barwy Zjednoczonego Królestwa Włoch na letnich igrzyskach olimpijskich w Antwerpii, zdobywając złoty medal w wieloboju drużynowym.